# Црква Светог Саве у Тополовнику
Црква Светог Саве у Тополовнику, насељеном месту на територији општине Велико Градиште припада Епархији браничевској Српске православне цркве.